# Altstämmer
L'Altstämmer est une race de pigeon domestique originaire d'Allemagne. C'est une race ancienne classée comme pigeon de vol.

## Origine
Créée en Allemagne au début du XVIIIe siècle d'oiseaux venus du Moyen-Orient, son élevage était connu à Berlin dès 1730. Son nom anglais est Ancient Tumbler et il est classé dans la catégorie « pigeon de vol » par la Commission européenne des standards pigeons (CESP).

## Description
C'est un oiseau de petite taille, trapu, au bec court, au front large et haut. Il a la poitrine large, le dos court, les ailes larges et courtes. Les patte courtes ont les doigts recouverts de petites plumes. Il peut être de diverses couleurs, unicolore ou pie,. Un adulte pèse entre 140 et 155 grammes.

## Élevage
Oiseau robuste au vol puissant, il était élevé pour le vol. Mais au XXIe siècle, il est principalement élevé pour les expositions. Malgré la petitesse de son bec, il est capable de nourrir ses petits.
L'Altstämmer est aussi à l'origine d'autres races de pigeons de vol grâce à divers croisements, comme le Culbutant de Regensburg et le Court-bec de Berlin.